# Sara: La donna nell'ombra
Sara: La donna nell'ombra és una sèrie de televisió dramàtica italiana que es va estrenar el 3 de juny de 2025 al servei d'estríming Netflix. La sèrie consta de sis episodis. S'ha subtitulat al català.

## Sinopsi
La sèrie tracta sobre una exagent que es veu obligada a tornar a treballar quan el seu fill mor en circumstàncies misterioses.

## Repartiment (selecció)
- Claudia Gerini - Teresa
- Giacomo Giorgio - Ciro Musella[3]
- Yoon C. Joyce
- Ivan Castiglione